# Bestiák
Le Bestiák (conosciute anche come BST) sono state un girl group ungherese attivo dal 1997 al 2001 e formato da Bedhy (Bernadett Moór), Honey (Henriett Papp) e Miss Bee (Ilona Somorjai).

## Carriera
Le Bestiák si sono formate nel 1997 a Budapest da un'idea del cantante e manager Kozso. Trainato dal successo del singolo radiofonico A reggel túl messze van, il loro album d'esordio eponimo ha raggiunto l'8ª posizione della classifica ungherese e ha vinto il premio per il miglior debutto dell'anno ai Fonogram Award. Hanno pubblicato altri due album di minore successo: Nem kérek mást nel 1998, e Bestiák nel 2000 come BST, prima di sciogliersi definitivamente nel 2001.

## Discografia

### Album in studio
- 1997 – Bestiák
- 1998 – Nem kérek mást
- 2000 – Bestiák

### Singoli
- 1997 – A reggel túl messze van
- 1998 – Fáj még, ha néha felhívsz
- 1999 – Nem kérek mást
- 1999 – Nem elég
- 2000 – Szabad a pálya